# كازونوري ايتو
كازونوري ايتو (باليابانية: 伊藤和典؛ بالكانا: いとう かずのり) هو كاتب سيناريو ياباني، ولد في 24 ديسمبر 1954 في ياماغاتا في اليابان.

## وصلات خارجية
- الموقع الرسمي
- كازونوري ايتو على موقع IMDb (الإنجليزية)
- كازونوري ايتو على موقع ألو سيني (الفرنسية)
- كازونوري ايتو على موقع ميوزك برينز (الإنجليزية)
- كازونوري ايتو على موقع أول موفي (الإنجليزية)
- كازونوري ايتو على موقع قاعدة بيانات الفيلم (الإنجليزية)
- كازونوري ايتو على موقع كينوبويسك (الروسية)
- كازونوري ايتو على موقع ANN person (الإنجليزية)